# Marilyse Hamelin
Pour les articles homonymes, voir Hamelin.
 (décembre 2024).
Il peut être nécessaire de l'améliorer pour respecter le principe de neutralité de point de vue. Veuillez consulter la page de discussion pour plus de détails.

Marilyse Hamelin est une écrivaine, journaliste, essayiste, animatrice, chroniqueuse et conférencière québécoise née en 1980, à Amos, en Abitibi-Témiscamingue.

## Biographie
Marilyse Hamelin naît en 1980  à Amos, en Abitibi-Témiscamingue. Elle étudie le journalisme à l'UQAM de 2000 à 2006 avant de travailler dans différents quotidiens québécois. Elle est d'abord commis à la rédaction, journaliste pigiste puis secrétaire de rédaction au journal Le Devoir de 2004 à 2006, puis reporter au Journal de Montréal en 2006, puis au journal Le Droit en 2007,.
Elle devient ensuite, entre 2006 et 2012, rédactrice en chef, chef de pupitre, puis directrice de l'information chez Transcontinental média. Elle est ensuite pupitreuse à l'Agence QMI jusqu'en 2013.

### Militance féministe et journalisme engagé
De 2013 à 2017, elle publie le blogue féministe La semaine rose. Parallèlement, elle est embauchée aux communications publiques et numériques par l'Association féministe d'éducation et d'action sociale du Québec (Afeas).
À partir de 2015, on peut régulièrement l'entendre sur les ondes d'ICI Radio-Canada Première. Au fil des ans, elle a prononcé plusieurs conférences dans les milieux scolaires, syndicaux et communautaires, principalement à propos d'enjeux liés au féminisme et à la condition féminine. Elle s’est aussi impliquée bénévolement pour plusieurs causes dont la liberté de la presse et la santé mentale des journalistes.
En 2015, elle cofonde avec la chercheuse Marie-Ève Maillé l'observatoire Décider entre hommes, qui porte sur la surreprésentation masculine dans les lieux de pouvoir,L'observatoire change de main au printemps 2018, tombant sous la responsabilité du blogue Je suis féministe.
En 2016, Marilyse Hamelin participe à une tournée provinciale dans plusieurs cégeps du Québec afin de sensibiliser les étudiants aux notions de consentement sexuel, de féminisme et d’égalité des sexes. Aux côtés de Julie Miville-Dechêne, alors présidente du Conseil du statut de la femme du Québec et aujourd’hui sénatrice canadienne, elle coanime une série de conférences intitulée Sexe, égalité et consentement. Ces présentations abordent des sujets tels que les stéréotypes sexuels, la culture du viol, la pornographie, la prostitution et les agressions sexuelles. Cette initiative vise à ouvrir un dialogue sur la sexualité et à éduquer tant les hommes que les femmes sur leurs rôles respectifs dans la lutte contre la violence sexuelle.
Lors de cette tournée, Marilyse Hamelin utilise des exemples concrets pour démystifier la notion de consentement, affirmant que « le consentement, ce n’est pas l’absence d’un ‘non’, mais la présence d’un ‘oui’ clair et répété ».  L’intervention inclut également des contributions du rappeur montréalais Koriass, qui partage son point de vue par le biais de vidéos enregistrées lorsque son emploi du temps ne lui permet pas d’être présent. Selon plusieurs témoignages, la présence d’une figure masculine comme Koriass facilite l’engagement des étudiants masculins dans ces discussions.
En mars 2017, elle est au cœur de ce qui a été appelé « la crise des blogueuses », soit le cri du cœur contre le harcèlement en ligne des femmes, qui défendent des positions féministes. Plusieurs chroniqueurs et figures publiques au Québec dénoncent ensuite le harcèlement en ligne dont sont victimes les femmes journalistes.
En juillet 2018, elle rapporte sur les réseaux sociaux que François Legault, alors chef de la CAQ, l'a bloquée sur Twitter, suscitant des échanges publics. M. Legault s'est ensuite excusé et a débloqué son compte.
Elle est récipiendaire du prix Reconnaissance 2018 de l’Association canadienne pour les Nations unies pour l’ensemble de son travail.
De 2017 à 2019, elle est chroniqueuse au magazine Châtelaine, où elle tient la rubrique Féminin universel. Elle signe ensuite une chronique culturelle au magazine L’actualité durant l’année 2019[réf. nécessaire].
En 2019, Marilyse Hamelin souligne, dans le cadre d'une réflexion sur les congés parentaux au Québec, l'importance d'un partage équitable de ces périodes entre les deux parents. Elle dénonce les inégalités persistantes, notamment la perception collective qui attribue encore aux mères la responsabilité principale de la charge parentale, tout en encourageant une valorisation accrue du rôle des pères. Selon elle, bien que des avancées aient été réalisées grâce au Régime québécois d'assurance parentale (RQAP), le chemin vers une réelle égalité parentale reste à parcourir. Elle plaide également pour une adaptation des milieux de travail afin de normaliser les absences des pères pour raisons familiales, une étape clé pour briser les stéréotypes de genre profondément ancrés dans la société québécoise.
Entre 2018 et 2020, elle anime trois saisons du magazine culturel Nous sommes la ville ainsi que la série Vue sur la relève à l'antenne de MAtv Montréal. Ces deux projets ont pour buts de faire rayonner les femmes, les diversités sexuelles et culturelles ainsi que de célébrer l'art émergent. Parmi les collaboratrices régulières de l'émission, on compte Vanessa Destiné, Toula Drimonis, Estelle Grignon, Takwa Souissi et Marie-Lune Brisebois[réf. nécessaire].

### Épuisement militant
En janvier 2020, elle quitte son blogue bimensuel pour le magazine L'Actualité et se retire ensuite progressivement de la prise de parole publique et dans les médias à propos des enjeux égalitaires et de condition féminine en raison d’un épuisement causé par ce qu’on appelle désormais le « burnout ou fatigue militante »,.
Elle en témoigne dans le livre 11 bref essais sur la beauté, pour échapper à la tyrannie des idées reçues paru en octobre 2021, dans son essai intitulé « Au commencement, la laideur ». D'ailleurs, durant une entrevue pour le quotidien La Presse au sujet du livre, elle se confie à la journaliste : « Après 10 ans de blogue et de chronique féministe, je trouvais que je n’avais plus rien à dire, j’étais fatiguée, j’étais à plat. »
Le 6 août 2024 paraît son essai Solitudes: Une décennie de réflexions féministes, qui revient sur ses années de militance,.

### Autrice et direction éditoriale
En août 2017, elle publie l'essai Maternité, la face cachée du sexisme chez Leméac éditeur. À sa sortie, le livre se classe 2e meilleur vendeur dans la catégorie essais au palmarès Gaspard-Le Devoir, derrière le best-seller En as-tu vraiment besoin? du chroniqueur et animateur Pierre-Yves McSween. Le livre est traduit en 2018 par la maison Baraka Books et est publié sous le titre Motherhood, The Mother of all Sexism: A Plea for Parental Equality.
Entre 2017 et 2021, elle contribue à plusieurs ouvrages collectifs publiés aux éditions du Remue-Ménage, chez Québec Amérique, chez Guy-Saint-Jean éditeur et aux éditions Somme toute, dont: Libérez la colère (2018), 11 Brefs essais pour l’égalité des sexes (2019), Dictionnaire du sexisme dans la langue(2017) et D'amour et d'oubli (2021),, un collectif pour amasser des fonds pour la lutte contre l'Alzheimer réunissant 32 personnalités publiques et littéraires québécoises, dont Kim Thuy, Gilles Archambault, Raôul Duguay, Marie Laberge, Ariane Moffat, Stanley Péan, Larry Tremblay et Kim Yaroshevskaya.
En septembre 2021, elle publie son premier récit autobiographique intitulé Quelques jours avec moi,. Illustré par l'artiste Agathe Bray-Bourret et édité par la poète Anne Peyrouse, il est le 2e ouvrage à paraître dans la collection Hamac illustré des Productions Somme toute après Bagels de la romancière Fanie Demeule.
Toujours en 2021, elle dirige le collectif 11 brefs essais sur la beauté, pour échapper à la tyrannie des idées reçues, publié chez Somme toute éditeur et réunissant plusieurs écrivaines de renom telles que Heather O'Neill, Perrine Leblanc,. et Lynda Dion.
Elle dirige ensuite le collectif 15 brefs essais sur l'amour: petits et grands chantiers de reconstruction,, qui paraît en février 2023 et réunit notamment les plumes de Maude-Nepveu Villeneuve, Laura Doyle Péan, Fabiola Nyrva Aladin et Ouanessa Younsi.
À l'automne 2023 paraît son récit Une détresse contrôlée, une oeuvre très personnelle, qui lui vaut une invitation à une table ronde au Salon du livre de Montréal en compagnie des autrices Neige Sinno, Léa Clermont-Dion et Lynda Dion,.
Il est annoncé en avril 2024 qu'elle est récipiendaire de la Résidence québécoise d’écriture de la Maison de la littérature, à Québec.

## Œuvres

### Roman
- Une détresse contrôlée, Montréal, éditions Hamac, collection Hamac, 2023, 216 p.  (ISBN 9782925311249)

### Livre illustré
- Quelques jours avec moi (récit en prose poétique illustré par d'Agathe Bray-Bourret), Montréal, éditions Hamac, collection Hamac illustré, 2021, 80 p.  (ISBN 9782925087410 et 2925087418)

### Essais
- Maternité, la face cachée du sexisme, Plaidoyer pour l'égalité parentale, Montréal, éditions Leméac, collection Présent, 2017, 181 p.  (ISBN 9782760912298 et 2760912299)
- MOTHERHOOD, The Mother of all Sexism (Traduction), Montréal, Baraka Books, 2018, 176 p.  (ISBN 9781771861373)
- Solitudes : une décennie de réflexions féministes, Montréal, Somme toute, collection Essais, 2024, 200 p.  (ISBN 9782897944711 et 2897944714)

### Collectifs
- 15 brefs essais sur l'amour : petits et grands chantiers de reconstruction (Au commencement, le labeur), collectif sous la direction de Marilyse Hamelin, Montréal, éditions Somme toute, 2023, 144p.  (ISBN 9782897943738)
- 11 brefs essais sur la beauté : pour échapper à la tyrannie des idées reçues (Au commencement, la laideur), collectif sous la direction de Marilyse Hamelin, Montréal, éditions Somme toute, 2021, 112 p. (ISBN 9782897942670 et 2897942673)
- D’amour et d’oubli - mots tendres sur l’Alzheimer (Journal de bord des morts), collectif sous la direction de Claudie Stanké, Montréal, Guy Saint-Jean Éditeur, 2021, 168 p.  (ISBN 9782898271526).
- 11 brefs essais pour l'égalité des sexes (Les meilleurs jours), ouvrage collectif sous la direction de Noémie Désilets-Courteau, Montréal, Éditions Somme toute, 2019.  (ISBN 9782897940850)
- Libérer la colère (Cachez cette colère que je ne saurais voir), ouvrage collectif sous la direction de Natalie-Ann Roy et Geneviève Morand, Montréal, Éditions du Remue-ménage, 2018, 208 p. (ISBN 9782890916203)
- Démantèlement tranquille : le Québec à la croisée des chemins (Enjeux féministes), ouvrage collectif, Montréal, Québec Amérique, 2018.  (ISBN 9782764436509)
- Dictionnaire du sexisme dans la langue (Prendre), ouvrage collectif sous la direction de Suzanne Zaccour et Michaël Lessard, Montréal, Éditions Somme toute, 2017.  (ISBN 9782924606605)

## Prix et distinctions
- 2024 : Lauréate, « Résidence québécoise d'écriture »[61], Maison de la littérature, Bibliothèque de Québec, Ville de Québec et l'Institut canadien de Québec (ICQ).
- 2021 : Lauréate, Prix « Meilleure chronique »[62] Grands prix du journalisme indépendant (GPJI)[63] de l'Association des journalistes indépendants du Québec (AJIQ).
- 2018 : Lauréate, Prix « Reconnaissance » dans la catégorie « Droits des femmes », Association canadienne pour les Nations unies (ACNU-Québec)[26].
- 2016 : Colauréate aux Canadian Online Publishing Award[64] dans la catégorie « Best Series », dossier « Parents, êtes-vous égaux?», texte « L'inquiétude, le labeur des mères? », magazine Planète F[65].
- 2016 : Colauréate Prix Zénith d'excellence en communication dans la catégorie « Événement » pour la tournée de conférences « Sexe, égalité et consentement » du Conseil du Statut de la femme du Québec, avec Koriass et Julie Miville-Dechêne[66].
- 2009 : Lauréate du « Grand Prix Hebdo de l’année »[67] pour la qualité du contenu et du français écrit en tant que rédactrice en chef du journal local La Voix pop[68], Les Grands Prix des Hebdos, Hebdos Québec.